# Курепыльд, Калью
Ка́лью Ку́репыльд (эст. Kalju Kurepõld; 15 марта 1937, Эстония — 25 октября 2010, Эстония) — советский и эстонский сценарист, кинорежиссёр, художник-мультипликатор и  карикатурист.

## Биография
Родился 15 марта 1937 года в Эстонии. В 1956 году окончил Таллинскую 10-ю среднюю школу (в настоящее время Ныммеская гимназия). Учился на ветеринарном факультете Эстонской сельскохозяйственной академии и на факультете физической культуры Тартуского государственного университета. Работал на киностудии «Таллинфильм» с 1961 года, начиная с должности оператора кукольных фильмов. Позднее участвовал в съёмках более 30 мультипликационных фильмов на киностудиях «Таллинфильм», «Эстонский телефильм», «Ээсти реклаамфильм» и «Казахфильм».
К созданию мультфильмов пришёл через карикатуры. Его первые работы были опубликованы в газетах «Edasi» и «Õhtuleht» в 1960 году, позже — в журнале «Pikker». Курепыльд также участвовал в выставках карикатур.
Анимационные фильмы, в создании которых участвовал Калью Курепыльд, занимали призовые места на кинофестивалях Советской Эстонии и союзных республик, в частности, кукольный фильм «Город мастеров медовых дел» в 1986 году получил приз детского жюри в категории «Лучший анимационный фильм» (совместно с фильмом «Проделки Рамзеса»), кукольный фильм «Оператор Кыпс в стране грибов»  завоевал переходную премию «Зубр» и диплом I степени за лучший научно-популярный фильм на Кинофестивале стран Балтии, Белоруссии и Молдавии в 1965 году, фильм «Голубятница»а — первое место в категории «лучший анимационный фильм» на Смотре работ молодых кинематографистов Прибалтийских союзных республик в 1983 году и т. д. К фильмам писали музыку известные эстонские композиторы Арво Пярт, Тыну Найссоо, Яан Коха и др.
В 2008 году был удостоен специальной премии жюри на VII выставке карикатур имени Эдмунда Валтмана.
Похоронен на таллинском кладбище Рахумяэ.

## Избранная фильмография
- 1961 — Юмористическая годовщина Нового года (сюжет киножурнала «Советская Эстония»)  — оператор
- 1961 — С золотой тележкой далеко не уедешь (сюжет киножурнала «Советская Эстония») — оператор
- 1961 — Отть в космосе — художник-мультипликатор
- 1961 — Я и Мурри — художник-мультипликатор
- 1962 — Маленький мотороллер — оператор, художник-мультипликатор
- 1962 — Почти невероятная история — художник-мультипликатор
- 1962 — Две иллюстрации — ассистент оператора, художник-мультипликатор
- 1963 — Беспричинные командировки (сюжет киножурнала «Советская Эстония») — оператор
- 1963 — Талант — художник-мультипликатор
- 1963 — Так точно! — художник-мультипликатор
- 1964 — Последний трубочист — оператор
- 1964 — Молодцы — художник-мультипликатор
- 1964 — Оператор Кыпс в стране грибов — оператор
- 1964 — Ноль три — ассистент художника-постановщика
- 1965 — Оператор Кыпс в ягодном лесу — художник-мультипликатор
- 1965 — Кошки-мышки (Мышиная охота) — художник-мультипликатор
- 1970 — Украли Старого Тоомаса — оператор комбинированных съёмок
- 1971 — Волшебная кинокамера — художник-мультипликатор
- 1978 — Сатирические зарисовки — сценарист, режиссёр, художник-постановщик
- 1978 — Четыре шага — художник-мультипликатор
- 1979 — Ой, заяц, помоги! — художник-мультипликатор
- 1980 — Сын Орлиной пещеры — художник-мультипликатор
- 1980 — Что-то не так — сценарист, режиссёр, художник-постановщик
- 1980 — Синдиские ткани (рекламный фильм) — режиссёр, оператор
- 1981 — Гвоздь 2 — художник-мультипликатор
- 1982 — Идеал — сценарист, режиссёр
- 1982 — Баран и роза — сценарист, режиссёр, художник-мультипликатор
- 1983 — Голубятница — художник-мультипликатор
- 1983 — Узел — художник-мультипликатор
- 1983 — Город мастеров медовых дел — художник-мультипликатор
- 1984 — Гонки! Гонки! — художник-мультипликатор
- 1984 — Небесная невеста — художник-мультипликатор
- 1984 — Смеющийся мяч — художник-мультипликатор
- 1984 — Приглашение в игру — режиссёр
- 1984 — Запрещающие знаки (рекламный фильм) — сценарист, режиссёр, художник-постановщик, оператор
- 1985 — Выхлопные газы (рекламный фильм) — сценарист, режиссёр, художник-постановщик, оператор
- 1986 — Дача — режиссёр
- 2006 — Жемчужный человек — художник-мультипликатор